# Halina Piasecka

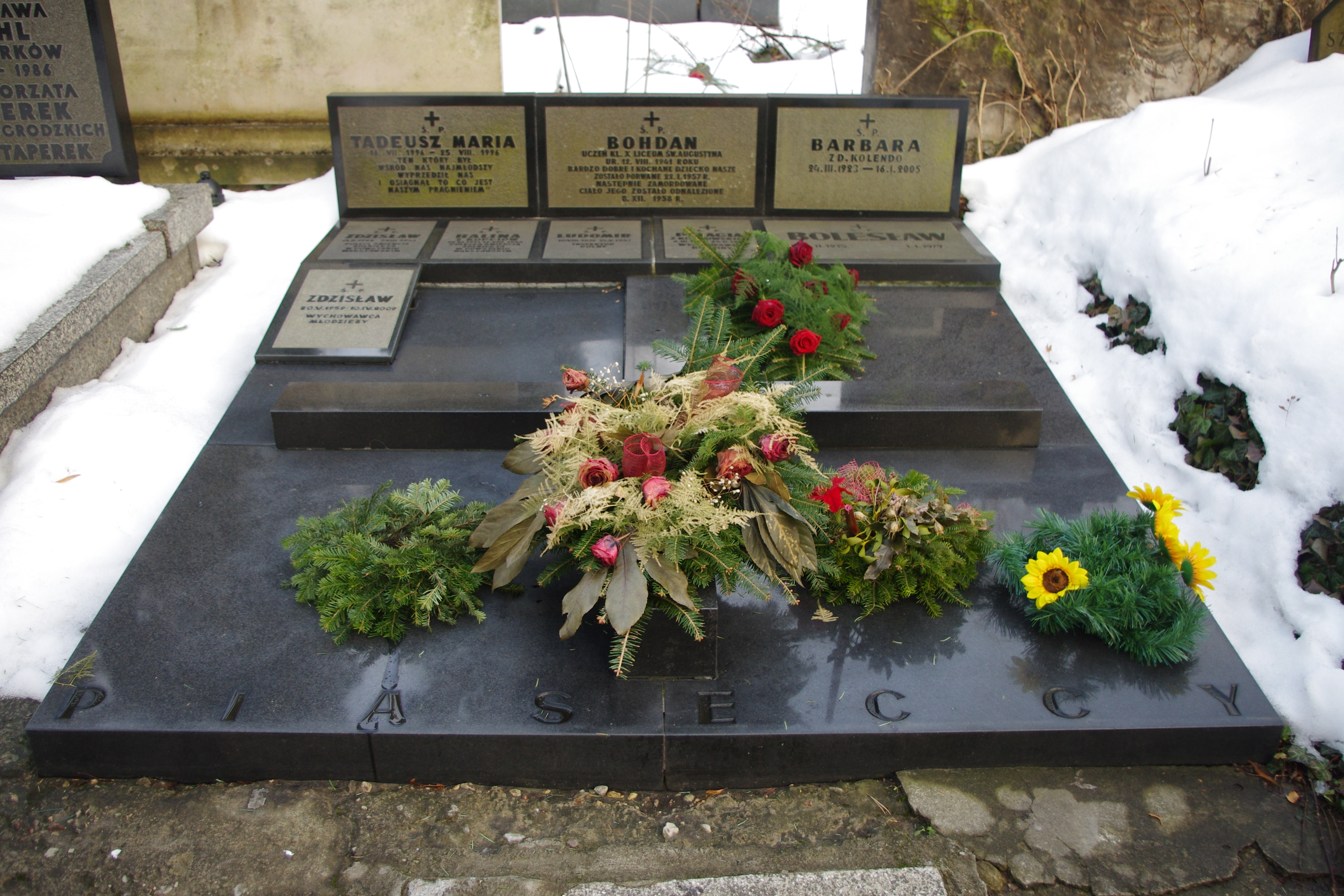
Grób polityka Bolesława Piaseckiego (1915-1979), oraz jego żony Haliny Piaseckiej na Cmentarzu Wojskowym na Powązkach

Halina Piasecka z domu Kopeć (ur. 1914, zm. 14 sierpnia 1944 w Warszawie) – podporucznik Armii Krajowej, uczestniczka powstania warszawskiego.

## Życiorys
Córka Tadeusza Kopcia i Wandy z domu Patzer. W 1932 zdała egzamin maturalny w gimnazjum żeńskim im. Cecylii Plater-Zyberkówny, następnie uczęszczała do Institut Français w Warszawie. Od 1933 r. studiowała w Wyższej Szkole Dziennikarskiej. Studia przerwała na roku w 1935 kiedy to wyjechała na roczny kurs języka angielskiego w Wielkiej Brytanii. Studia dziennikarskie ukończyła w 1936 r. i rozpoczęła pracę w dzienniku „Kurier Warszawski” oraz tygodniku „Kwadrat”. 
W czasie okupacji niemieckiej działała w harcerstwie. Od 1940 roku należała do Konfederacji Narodu, w której pełniła funkcję łączniczki, kolporterki i maszynistki. Została przydzielona do służby w VIII Uderzeniowym Batalionie Kadrowym, w nocy z 26 na 27 lipca 1942 r. brała udział w uwolnieniu żołnierzy KN z więzienia przy ul. Daniłowiczowskiej. W późniejszym czasie została kierowniczką działu opieki dla rodzin osób aresztowanych. Podczas powstania była łączniczką ppłk. Jana Mazurkiewicza (ps. „Radosław”).
Zginęła 14 dnia powstania na Starym Mieście przenosząc rozkazy do odciętego oddziału Zgrupowania. Została pochowana w grobie zbiorowym. Po zakończeniu działań wojennych jej ciało zostało ekshumowane i pochowane na cmentarzu na Powązkach w Warszawie (kw. 216-VI-33/34).

## Życie prywatne
Była żoną Bolesława Piaseckiego (ps. „Sablewski”), z którym miała dwoje dzieci – Bohdana (ur. 1941, zm. 1957) i Jarosława (ur. 1943). 

## Ordery i odznaczenia
- Krzyż Srebrny Virtuti Militari nr 13014 (pośmiertnie, rozkazem dowódcy AK z 2 października 1944, potwierdzone przez Kapitułę Londyńską w 1965 r.)
- Krzyż Walecznych – dwukrotnie (w tym raz pośmiertnie)